# Bever (Belgia)
Bever (franceză Biévène) este o comună în provincia Brabantul Flamand, în Flandra, una dintre cele trei regiuni ale Belgiei. Suprafața totală este de 19,78 km². Comuna Bever este situată în zona flamandă vorbitoare de limba neerlandeză a Belgiei dar este una dintre comunele belgiene cu facilități lingvistice pentru minoritatea francofonă. La 1 ianuarie 2008 comuna avea o populație totală de 2.093 locuitori. 